# Protohérissé
 (mars 2015).
Protohérissé (sous-titré B.P. Unabomber) est une pièce de théâtre bulgare écrite par le duo Zdrava Kamenova et Gergana Dimitrova. 
La pièce a gagné le prix Ikar de l'Union des artistes bulgares pour le meilleur texte dramaturgique en 2012 (la mise en scène de Gergana Dimitrova a emporté le même prix dans la catégorie meilleure mise en scène la même année).

## Résumé
Les auteurs mettent l'accent sur plusieurs éléments dans leur travail : essentiellement sur Ted Kaczynski et son manifeste - en se concentrant sur le fait que la technologie plutôt que de faire avancer l'humanité, la corrompt. Comme un contrepoint de la progression destructrice de la technologie est décrit le voyage de la dernière femelle d'une espèce en voie de disparition, l’Échidné à long nez, et sa tentative de trouver un compagnon pour éviter de disparaître à jamais. 
Les forts liens thématiques entre, d'un côté, l'homme qui pense qu'il est possible de rester caché de l’œil surveillant des satellites et, de l'autre côté, la créature qui croit qu'elle ne disparaîtra jamais, bien qu'elle soit la dernière de son espèce, suscitent une réflexion profonde.

## Analyse
La pièce parle des impasses de l’évolution : celle des hommes, celle des animaux, celle de la nature, celle de la société. Elle parle aussi des technologies qui se développent de plus en plus vite, des scientifiques auto-satisfaits, des espèces biologiques en voie de disparition, d’une famille dégradée, d’un activiste écolo qui essaie de changer le monde mais qui échoue et qui devient juste un simple terroriste.
Dans le texte il y a plusieurs lignes de sujet enchevêtrées qui sont toutes unies par le désir des personnages de se faire entendre dans un monde qui devient de plus en plus aliéné des choses simples. Les personnages n’ont pas de visages, ils sont des voix dans la nuit. Ils n’ont pas de noms, comme s’ils s’étaient perdus dans le temps et dans l’espace sans aucune chance d’entrer en contact l’un avec l’autre.
L’action a lieu dans tous les sens : vers l'intérieur : un homme disparaît de sa maison et va tout seul à la montagne, revenant vers la nature et vers sa propre substance. La police et sa famille le cherche. Vers l'extérieur : un animal femelle quitte sa forêt et va au-delà, dans le monde des hommes pour chercher un mâle. Vers le haut : des scientifiques essaient de construire un ascenseur cosmique. Vers le bas : un satellite supervise tout et tous sur la Terre.
La pièce est une question : Est-ce que le système peut être changé par la violence ? Pourquoi le plus ancien mammifère est menacé de disparition ? Pourquoi les êtres humains veulent aller toujours plus loin et plus loin ? Vers où tout cela nous mène ?
Dans le texte sont utilisées des citations du Manifeste d'Unabomber La Société industrielle et son avenir.